# Мочалець
Мочалець (пол. Moczalec) — село в Польщі, у гміні Бжезіни Каліського повіту Великопольського воєводства.
Населення — 149 осіб (2011).
У 1975-1998 роках село належало до Каліського воєводства.

## Демографія
Демографічна структура станом на 31 березня 2011 року:
|          | Загалом | Допрацездатний вік | Працездатний вік | Постпрацездатний вік |
| -------- | ------- | ------------------ | ---------------- | -------------------- |
| Чоловіки | 73      | 15                 | 53               | 5                    |
| Жінки    | 76      | 20                 | 35               | 21                   |
| Разом    | 149     | 35                 | 88               | 26                   |